# Syngria falcinaria
Syngria falcinaria är en fjärilsart som beskrevs av Achille Guenée 1852. Syngria falcinaria ingår i släktet Syngria och familjen Uraniidae. Inga underarter finns listade i Catalogue of Life.